# Ravena, New York
Ravena, New York (енгл. Ravena) град је у америчкој савезној држави Њујорк.

## Демографија
По попису из 2010. године број становника је 3.268, што је 101 (-3,0%) становника мање него 2000. године.
| Група             | 2000.         | 2010.         |
| Белци             | 3.063 (90,9%) | 2.810 (86,0%) |
| Афроамериканци    | 98 (2,9%)     | 143 (4,4%)    |
| Азијати           | 22 (0,7%)     | 30 (0,9%)     |
| Хиспаноамериканци | 140 (4,2%)    | 246 (7,5%)    |
| Укупно            | 3.369         | 3.268         |